# Fanny Bräuning
Fanny Bräuning (* 1975 in Basel) ist eine Schweizer Filmregisseurin von Dokumentarfilmen. Sie wurde vor allem durch den Film No More Smoke Signals bekannt.

## Leben
Fanny Bräuning ist die Tochter von Annette und Niggi Bräuning. Sie wuchs in ihrem Geburtsort Basel auf und machte dort ihren Schulabschluss. Von 1996 bis 2001 studierte sie an der Zürcher Hochschule der Künste (ZHdK) in Zürich im Bereich Film. Während ihres Studiums drehte sie den Kurzfilm Meine Mutter. Nach ihrem Diplomfilm Paloma gründete sie ihre eigene Produktionsfirma Fanny Bräuning Filmproduktion. 
1999 führte sie Regieassistenz bei einem Kurzfilm von Dieter Stürmer. 2004 gründete sie zusammen mit Kaspar Kasics die Distant Lights GmbH, eine Filmproduktion für Dokumentar- und Spielfilme mit gesellschaftlichen, politischen und kulturellen Themen. 2009 kam ihr erster Langfilm No More Smoke Signals in die Kinos. 2018 erschien ihr preisgekrönter Dokumentarfilm Immer und ewig. 
Fanny Bräuning ist Mitglied der Schweizer Filmakademie und der Europäischen Filmakademie. Sie lebt in Berlin und Basel.

## Filmographie
- 1999: Meine Mutter[3] (Dokumentarkurzfilm)
- 2001: Paloma (Dokumentarfilm)[4]
- 2009: No More Smoke Signals (Dokumentarfilm)
- 2018: Immer und ewig (Dokumentarfilm)

## Auszeichnungen
- Zürcher Filmpreis 2008 für «No More Smoke Signals»
- Jurypreis «Prix de Soleure» (60'000 Fr.) an den Solothurner Filmtagen 2009 für «No More Smoke Signals»
- Schweizer Filmpreis 2009 in der Kategorie Bester Dokumentarfilm für «No More Smoke Signals»[5]
- Basler Filmpreis 2009 für «No More Smoke Signals»[6]
- Jurypreis «Prix de Soleure» (60'000 Fr.) an den Solothurner Filmtagen 2019 für «Immer und ewig»[7]
- Zürcher Filmpreis 2019 in der Kategorie Bester Dokumentarfilm für «Immer und Ewig»[8][9]
- Schweizer Filmpreis 2020 in der Kategorie Bester Dokumentarfilm für «Immer und Ewig»[10][11]